# Billy Warlock
 (septembre 2022).
Si vous disposez d'ouvrages ou d'articles de référence ou si vous connaissez des sites web de qualité traitant du thème abordé ici, merci de compléter l'article en donnant les références utiles à sa vérifiabilité et en les liant à la section « Notes et références ».
William Alan Leming, dit Billy Warlock, est un acteur américain, né le 26 mars 1961 à Gardena en Californie. Il est notamment connu pour avoir interprété le personnage Eddie Kramer dans Alerte à Malibu.

## Biographie

### Jeunesse et formation
William Alan Leming est né le 26 mars 1961 à Gardena en Californie. Fils de l'acteur et cascadeur Dick Warlock, il a un frère Lance Warlock et une sœur Rhonda.
Après être diplômé à l’école de Birmingham en Californie, son père le prend en tant que cascadeur pour se servir de doublure à Robin Williams dans un épisode de Mork and Mindy, produit par Garry Marshall.

### Carrière
En 1981, Billy Warlock apparaît dans Halloween 2 (Halloween II) de Rick Rosenthal et Lovely But Deadly) de David Sheldon. Quelques mois plus tard, il passe l’audition pour le producteur Garry Marshall et gagne le rôle du personnage de Leopold « Flip » Phillips, le frère de Roger (joué par Ted McGinley), dans les épisodes de la série Happy Days, diffusés entre 1982 et 1983.
Entre 1986 et 1988, il devient Frankie Brady dans le feuilleton Des jours et des vies (Days of Our Lives). En 1988, il est récompensé comme meilleur jeune acteur dans une série télévisée dramatique à la cérémonie des Daytime Emmy Awards.
En 1989, il apparaît dans le rôle principal du film d'horreur Society de Brian Yuzna. Dans la même année, il prête les traits au sauveteur Eddie Kramer dans les trois premières saison d’Alerte à Malibu (Baywatch).
Dans les années 1990, il reprend le personnage Frankie Brady pour Des jours et des vies (Days of Our Lives) entre 1990 et 1991, avant de se joindre aux acteurs Nestor Serrano et Don Michael Paul pour jouer Matt Matheson dans la série Les Trois As (The Hat Squad) entre 1992 et 1993. En 1994, à la télévision, on le découvre dans le rôle du riche héritier Lyle Menéndez dans le fait réel Honor Thy Father and Mother: The True Story of the Menendez Murders de Paul Schneider.
En 2003, il reprend le rôle d’Eddie Kramer pour le téléfilm Alerte à Malibu : Mariage à Hawaï (Baywatch: Hawaiian Wedding) de Douglas Schwartz.
En 2007, il est Ben Hollander, directeur de campagne de Jack Abbott — interprété par Peter Bergman, dans Les Feux de l'amour (The Young and the Restless).

### Vie privée
Dans les années 1990, Billy Warlock s’est fiancé à Erika Eleniak, partenaire d’Alerte à Malibu (Baywatch). Il se marie à l’actrice Marcy Walker, puis divorce. En août 2006, à Las Vegas, il se remarie à Julie Pinson, partenaire des feuilletons Des jours et des vies (Days of Our Lives) et As the World Turns.

## Filmographie

### Films
- 1981  : Halloween 2 (Halloween II) de Rick Rosenthal : Craig
- 1981  : Lovely But Deadly) de David Sheldon : le garçon sur la plage
- 1986  : Hotshot) de Rick King : Vinnie Fortino
- 1989  : Society de Brian Yuzna  : Bill Whitney
- 1997  : Opposite Corners de Louis D'Esposito : Bryant Donatello
- 1997  : Steel Sharks de Rodney McDonald : Bob Rogers
- 2004  : The Thing Below de Jay Andrews : le capitaine Jack Griffin

### Courts métrages
- 2009  : Hatchet Man de Ivan Hurzeler : le patron
- 2011  : Discedo de Jon Lindstrom (voix)

### Téléfilms
- 1983 : Six Pack de Rod Amateau : Duffy Akins
- 1989 : Swimsuit de Chris Thomson : Chris Cutty
- 1989 : Class Cruise d’Oz Scott : Sam McBride
- 1994 : Honor Thy Father and Mother: The True Story of the Menendez Murders de Paul Schneider : Lyle Menéndez
- 1996 : Panique en plein ciel (en) (Panic in the Skies!) de Paul Ziller : l’agent de bord, Matt Eisenhauer
- 2003 : Alerte à Malibu : Mariage à Hawaï (Baywatch: Hawaiian Wedding) de Douglas Schwartz : Eddie Kramer

### Séries télévisées
- 1982-1983 : Happy Days : Leopold « Flip » Phillips (13 épisodes)
- 1983 : ABC Afterschool Special : Craig Foster (saison 11, épisode 7 : But It's Not My Fault)
- 1983 : Loterie (Loterie!) : Billy (saison 1, épisode 2 : Los Angeles: Bigger Volume)
- 1984 : Capitol : Ricky Driscoll (1 épisode non précisé)
- 1986 : Le Monde merveilleux de Disney (The Wonderful World of Disney) : Danny Selzer (saison 30, épisode 4 : 2 1/2 Dads)
- 1986-1988 : Des jours et des vies (Days of Our Lives) : Frankie Brady
- 1987 : Rags to Riches : Tommy (saison 1, épisode 1 : Pilot)
- 1989-1992 : Alerte à Malibu (Baywatch) : Eddie Kramer (45 épisodes)
- 1989 : 21 Jump Street : Ron Greenwood (saison 4, épisode 4 : Come from the Shadows)
- 1990-1991 : Des jours et des vies (Days of Our Lives) : Frankie Brady
- 1992-1993 : Les Trois As (The Hat Squad) : Matt Matheson (6 épisodes)
- 1994 : Les Dessous de Palm Beach (Silk Stalkings) : Brent (saison 3, épisode 14 : Judas Kiss)
- 1995 : Marker : Shawn (saison 1, épisode 11 : Snowballs in Hawaii)
- 1995 : New York Police Blues (NYPD Blues) : Shawn (saison 1, épisode 11 : Snowballs in Hawaii)
- 1996 : Les Dessous de Palm Beach (Silk Stalkings) : Brent (saison 5, épisode 20 : Family Values)
- 1996 : Mitch Buchannon, un privé à Malibu (Baywatch Nights) : Eddie Kramer (saison 1, épisode 14 : Backup)
- 1997-2003 : Hôpital central (General Hospital) : A. J. Quartermaine (237 épisodes)
- 1999 : Diagnostic : Meurtre (Diagnosis Murder) : Derek Shaw (2 épisodes)
- 2005-2006 : Des jours et des vies (Days of Our Lives) : Frankie Brady
- 2007-2008 : Les Feux de l'amour (The Young and the Restless) : Ben Hollander (32 épisodes)
- 2009 : Damages : le client d'infiltration (saison 2, épisode 7 : New York Sucks)
- 2010 : As the World Turns : Anthony Blackthorn (15 épisodes)
- 2010 : On ne vit qu'une fois (One Life to Live) : Ross Rayburn (18 épisodes)

## Récompense
- Daytime Emmy Awards 1988 : Meilleur jeune acteur dans une série télévisée dramatique[2] pour le rôle de Frankie Brady dans Des jours et des vies (Days of Our Lives)